# 丽江连翘
丽江连翘（学名：Forsythia likiangensis）为木犀科连翘属下的一个种。